# Paul de Pasquier de Franclieu
Paul-Charles-Alexandre de Pasquier de Franclieu, dit le marquis de Franclieu, né le 7 avril 1810 à Senlis (Oise) et mort le 14 novembre 1877 à Versailles, est un homme politique français, sénateur inamovible.

## Biographie
Il entra dans la marine et était enseigne de vaisseau quand la chute de Charles X lui fit donner sa démission. Il s'occupa alors de la culture de ses propriétés. En 1848, aux élections pour l'Assemblée constituante, il se présenta, dans les Hautes-Pyrénées, mais ne fut pas élu, malgré une profession de foi libérale. 
De nouveau candidat aux élections du 8 février 1871, il fut élu représentant des Hautes-Pyrénées à l'Assemblée nationale. Il se fit inscrire à l'extrême droite, parmi les légitimistes intransigeants, et vota pour la paix, pour l'abrogation des lois d'exil, pour la démission de Thiers, qui était, disait-il, le « mauvais génie de la patrie »; il s'abstint lors du vote sur la prorogation des pouvoirs du Maréchal, vota pour l'état de siège, contre le ministère de Broglie, contre la dissolution de l'Assemblée, contre l'amendement Wallon, contre les lois constitutionnelles. 
En mai 1872, le duc d'Aumale ayant avoué à la tribune ses préférences pour le drapeau tricolore, Franclieu lui écrivit une lettre pour lui reprocher de pactiser avec la Révolution. Il protesta contre la prorogation des conseils municipaux, demanda, le 8 janvier 1874, avec la gauche, que la nomination des maires fut laissée aux conseils municipaux, et déposa un projet de loi sur la prose, où il réclama, dans l'exposé des motifs, un jury spécial pour les organes de la publicité. Il signa l'adresse des députés au pape à propos du Syllabus, et fit partie du pèlerinage de Paray-le-Monial. 
Le 11 décembre 1875, il fut élu sénateur inamovible par l'Assemblée nationale, le 23e sur 75, avec 353 voix sur 690 votants. Après le 16 mai, il vota la dissolution, mais ne cacha pas combien peu de confiance lui inspirait le gouvernement de l'ordre moral.

## Vie familiale
Il est le père de :
- Virginie (1835-1898), épouse du baron de Lustrac de Lias ;
- Henri-Robert (1836-1909), maire de Caussade, époux de Marie-Thérèse de Lamouzié ;
- Maurice (1841-1897), capitaine d'infanterie, marié à Marie de Cussy, puis à Thérèse Baron de Montbel, petite-fille de Guillaume Isidore de Montbel ;
- Paul-Armand (1843-1918), lieutenant de vaisseau, époux d'Élisabeth de Blic ;
- Blanche (1847-1928), épouse de Fernand Chastelain de Belleroche.